# Захаров, Николай Александрович
Николай Александрович Заха́ров (род. 10 декабря 1965, Шатрово, Курганская область) — российский военный деятель, начальник штаба, первый заместитель командующего 29-й общевойсковой армией Восточного военного округа, командир 15-й отдельной мотострелковой бригады Центрального военного округа (2014—2016), Генерал-майор. Вице-премьер и заместитель председателя по гражданской обороне и чрезвычайным ситуациям Забайкальского края с 15 января 2024 года.
Получил известность в качестве интернет-мема под названием «Военком Захаров». Николая Захарова неоднократно называли «самым известным военкомом Рунета».

## Биография
Николай Александрович Захаров родился 10 декабря 1965 года в селе Шатрово Шатровского сельсовета Шатровского района Курганской области, ныне село — административный центр Шатровского муниципального округа той же области.
В 1983 году был призван на срочную службу. После учебной части служил в Приморье командиром танка Т-62. По окончании службы в армии поступил в Челябинское высшее танковое командное училище.
В 1989 году окончил Челябинское высшее танковое командное училище и прошёл путь от командира взвода до командира полка.
За отличие в боях против бандформирований на Северном Кавказе был награждён орденами Мужества (2000) и «За военные заслуги» (2005).
В 2002 году получил диплом Военной академии имени М. В. Фрунзе.
В 2003—2005 годах был начальником штаба, затем командиром 506-го гвардейского мотострелкового полка 27-й гвардейской мотострелковой дивизии 2-й гвардейской общевойсковой армии.
В 2007—2009 годах был заместителем военного комиссара Пензенской области.
16 мая 2009 года занял должность военного комиссара Челябинской области. Н. А. Захаров был уволен с этого поста 4 мая 2011 года. По словам подполковника Сергея Смирнова, у Захарова истёк срок трудового договора, и военком не захотел его продлевать. Неофициальной причиной отставки назывались заявления Николая Захарова на пресс-конференции, посвящённой призыву на военную службу. 29 декабря 2011 года военным комиссаром Челябинской области стал полковник Александр Владимирович Бочкарёв.
После увольнения с поста военкома Николай Захаров три года работал заместителем начальника инкассации в челябинском отделении ОАО «Сбербанк России». Окончил Южно-Уральский государственный университет.
27 мая 2014 года полковник Захаров в рамках рабочей встречи с заместителем губернатора Челябинской области Евгением Владимировичем Рединым обсудил повседневную деятельность военкомата Челябинской области и ход весеннего призыва. В то же время военком провёл рабочее совещание с временно исполняющим обязанности губернатора Челябинской области Борисом Александровичем Дубровским по поводу его назначения на должность. 28 мая Захаров вновь был назначен на должность приказом командующего войсками Центрального военного округа военным комиссаром Челябинской области.
22 августа 2014 года приказом министра обороны Российской Федерации призван из запаса на действительную военную службу и назначен заместителем начальника 473-го межвидового Лисичанского Краснознамённого учебного центра подготовки младших командиров и специалистов Центрального военного округа (Свердловская область, Камышловский район, посёлок Еланский).
16 октября 2014 года полковник Захаров назначен командиром 15-й отдельной мотострелковой бригады миротворческих сил, бригада входит во 2-ю гвардейскую общевойсковую армию Центрального военного округа и дислоцирована в Самарской области. С лета 2014 года подразделения бригады находилась в Каменском районе Ростовской области. 22 октября на совещании с руководством округа командующий войсками Центрального военного округа генерал-полковник Владимир Борисович Зарудницкий представил генералам и офицерам нового командира миротворческой бригады. В 2016 году 15-й отдельной мотострелковой бригадой командовал полковник Алексей Вячеславович Авдеев.
С 2016 по 2018 год — начальник управления боевой подготовки Центрального военного округа.
В 2018—2020 годах — слушатель Военной академии Генерального штаба Вооружённых сил Российской Федерации.
В 2021 году полковник Захаров — начальник штаба, первый заместитель командующего 29-й общевойсковой армией Восточного военного округа.
С 15 января 2024 года — вице-премьер и заместитель председателя по гражданской обороне и чрезвычайным ситуациям Забайкальского края.

## Высказывание о кавказцах
На пресс-конференции 15 апреля 2011 года Николай Захаров сообщил журналистам, что объём призыва для Южного Урала был увеличен на 200 человек:
Наряд осеннего призыва выполнен полностью – мы отправили более семи тысяч призывников для прохождении службы. Весной 2010 года у нас было 6800 новобранцев, в этом году произошло увеличение призыва. Это связано с распоряжением штаба не призывать лиц северо-кавказских национальностей.
Военком заявил, что жителей Кавказа или выходцев оттуда призывать больше не будут, в связи с чем был увеличен план призыва для других регионов. По-видимому, это делалось якобы для снижения межэтнической напряженности в армии.
Захаров признал, что это произошло из-за негласного распоряжения министерства обороны не вызывать кавказцев. Представители министерства тут же поспешили опровергнуть слова Захарова: «Никто такого распоряжения в Минобороны не давал и никогда давать не будет. Может быть, в этот момент военком думал о чём-то другом».
Высказывание Н. А. Захарова вызвало бурный общественный резонанс. Журналисты отмечали, что Захаров несколько раз повторил свои слова об инициативе министерства, добавив со своей стороны, что отсутствие кавказцев среди солдат снизит дедовщину. Правозащитник, директор фонда гражданских свобод «Правовая миссия» Алексей Табалов писал:

Фотография Николая Захарова, ставшая известным интернет-мемом

Захаров, сам того не понимая и не желая, создал скандал федерального уровня и большие проблемы кому-то из высших военных чинов. Я думаю, его уволили именно за раскрытие планов минобороны по сокращению набора призывников-уроженцев Северного Кавказа. Уже тогда было понятно, что такой разговорчивости Захарову не простят. <...> Думаю, военком Захаров – один из немногих честных людей, он выложил «на голубом глазу» всю правду. Скорее всего, Захаров – не совсем искушенный во внутренних интригах и тонкостях общения со СМИ человек. Разумеется, решение Минобороны, о котором высказался военком, является внутриведомственным и не подкреплено законодательными актами. Призыв на военную службу осуществляется в России на основании Указа Президента и Закона о воинской обязанности. В законодательстве не прописано ограничение по этническому, национальному признаку.

## Интернет-мем
Н. А. Захарова называли самым известным военкомом Рунета. Он получил известность в качестве интернет-мема под названием «Военком Захаров» (или «добрый военком»). Как отмечает «Мемепедия», улыбающийся мужчина в военной форме, сидящий за столом и лукаво смотрящий в камеру, стал «ночным кошмаром каждого студента». Мем олицетворяет шутки про армию, призывников и разные способы откосить. Фото военкома сделал Вячеслав Никулин.
Пользователям понравилось фото улыбающегося военкома, сидящего за столом и хитро смотрящего в камеру. Мемы в виде картинок появлялись в «Пикабу», в пабликах «ВКонтакте» и на других русскоязычных ресурсах. Мемы с военкомом Захаровым используются, например, в шутках про студентов, которые не сдали сессию или неважно учатся. Это своеобразный мотиватор для молодых людей взяться за ум. В период сессии нарастает интенсивность мемов про военкома.
После начала мобилизации в России в сентябре 2022 года появилось больше мемов с «добрым военкомом».

## Награды
- Орден Кутузова
- Орден Мужества, 2000 год
- Орден «За военные заслуги», 2005 год
- Медаль ордена «За заслуги перед Отечеством» I степени
- Медаль Суворова
- Медаль Жукова
- Медаль «70 лет Вооружённых Сил СССР», 1988 год
- Медаль «За воинскую доблесть» II степени
- Медаль «За отличие в соревнованиях» I степени
- Медаль «За отличие в военной службе» I, II и III степени

## Семья
Женат, имеет сына и дочь.
Сын Иван Захаров 